# Jens Husted
Jens Husted (født 10. januar 1989 i Randers) er en dansk politiker, der var kampagnechef for Venstre. Han har været landsformand for Venstres Ungdom (VU), forretningsudvalgsmedlem i Dansk Ungdoms Fællesråd, samt hovedbestyrelsesmedlem i Venstre.

## Baggrund
Husted er opvokset i Randers, student fra Randers Statsskole (2008) og cand.scient.pol. fra Århus Universitet (2014).

## Politisk karriere
Han har tidligere været formand for VUs lokalforening i Århus og før da næstformand i afdelingen i Randers. I 2011 blev han valgt som næstformand for landsorganisationen, hvor han afløste Morten Østergaard Sørensen. Han blev valgt til landsformand for VU i 2013 og var medlem af DUFs styrelse fra december 2011 til december 2015.